# Martin Bartelheim
Martin Bartelheim (* 1964) ist ein deutscher prähistorischer Archäologe.

## Leben
Bartelheim studierte Ur- und Frühgeschichte, Altamerikanistik, Ethnologie und Mittelalterliche Geschichte an der FU Berlin. 1987/88 studierte er als DAAD-Stipendiat an der Karls-Universität Prag. 1993 schloss er sein Studium in Berlin mit dem Magister ab und begann im Anschluss, gefördert durch ein Stipendium des Studienwerks Villigst ein Promotionsstudium. 1995 erfolgte die Promotion; die Dissertation verfasste er zum Thema Studien zur Aunjetitzer Kultur ‑ Chronologische und chorologische Untersuchungen. Danach war Bartelheim Mitarbeiter des von der Volkswagenstiftung geförderten Forschungsprojektes Untersuchungen zur Buntmetallurgie insbesondere des Kupfers und des Zinns im sächsischen Erzgebirge und Vogtland, das vom Sächsischen Landesamt für Archäologie in Dresden getragen wurde.
Von 1998 bis 2005 arbeitete Bartelheim als wissenschaftlicher Mitarbeiter am neu eingerichteten Institut für Archäometrie der TU Bergakademie Freiberg. Nach der Habilitation am Fachbereich Geschichts- und Kulturwissenschaften der FU Berlin im Januar 2005 mit einer vergleichenden Arbeit zur Rolle der Metallurgie in Andalusien, Zypern und im Nordalpenraum war er vom Wintersemester 2005/2006 bis zum Sommersemester 2007 Vertretungsprofessor am Institut für Prähistorische Archäologie der FU Berlin. Im Semester darauf lehrte Bartelheim als Dozent an der School of Geography, Archaeology and Palaeoecology an der Queen’s University Belfast
Zum Sommersemester 2008 wurde Bartelheim auf die Professur an das Institut für Ur- und Frühgeschichte und Archäologie des Mittelalters der Universität Tübingen berufen. Zwischen 2010 und 2013 war er Studiendekan des Fachbereichs Altertums- und Kunstwissenschaften der Philosophischen Fakultät. Seit 2013 ist er Sprecher des Sonderforschungsbereichs SFB 1070 RessourcenKulturen. Sozio-kulturelle Dynamiken im Umgang mit Ressourcen.

## Forschung
Bartelheim befasst sich vor allem mit den Metallzeiten in Europa und im Mittelmeerraum, insbesondere in Mitteleuropa, auf der Iberischen Halbinsel und im ostmediterranen Raum. Thematisch gehören zu seinen Forschungsschwerpunkten die sozioökonomischen Aspekte in prähistorischen Gesellschaften, die Prähistorische Metallurgie, die Siedlungsarchäologie, Forschungen zu den Kulturkontakten sowie Fragen der Chronologie.

## Publikationen
Monographien
- Studien zur böhmischen Aunjetitzer Kultur – Chronologische und Chorologische Untersuchungen (= Universitätsforschungen zur Prähistorischen Archäologie Bd. 46). Dr. Rudolf Habelt Verlag, Bonn 1998, ISBN 978-3-7749-2867-1
- Die Rolle der Metallurgie in vorgeschichtlichen Gesellschaften. Sozioökonomische und kulturhistorische Aspekte der Ressourcennutzung. Ein Vergleich zwischen Andalusien, Zypern und dem Nordalpenraum (= Forschungen zur Archäometrie und Altertumswissenschaft). Bd. 2, Verlag Marie Leidorf, Rahden (Westf.) 2007, ISBN 978-3-89646-872-7

Herausgeber
- mit Ernst Pernicka, Rüdiger Krause (Hrsg.): Die Anfänge der Metallurgie in der Alten Welt (= Forschungen zur Archäometrie und Altertumswissenschaft 1). Verlag Marie Leidorf, Rahden (Westf.) 2002,  ISBN 978-3-89646-871-0
- mit Harald Stäuble (Hrsg.): Die wirtschaftlichen Grundlagen der Bronzezeit Europas (= Forschungen zur Archäometrie und Altertumswissenschaft 4). Verlag Marie Leidorf, Rahden (Westf.) 2009, ISBN 978-3-89646-874-1
- mit J. Peška, J. Turek: From Copper to Bronze. Cultural and Social Transformations at the Turn of the 3rd/2nd Millennia B.C. in Central Europe (= Beiträge zur Ur- und Frühgeschichte Mitteleuropas 74). Verlag Beier & Beran, Langenweissbach 2013, ISBN 978-3-941171-94-7
- mit Barbara Horejs, R. Krauß: Von Baden bis Troia – Ressourcennutzung, Metallurgie und Wissenstransfer. Eine Jubiläumsschrift für Ernst Pernicka (= Oriental and European Archaeology 3). Verlag Marie Leidorf, Rahden/Westf. 2016,  ISBN 978-3-86757-010-7
- mit Anke K. Scholz, Roland Hardenberg, Jörn Staecker: ResourceCultures. Sociocultural Dynamics and the Use of Resources – Theories, Methods, Perspectives (= RessourcenKulturen 5). Universität Tübingen, Tübingen 2017, ISBN 978-3-946552-09-3
- mit P. Bueno Ramirez, Michael Kunst: Key resources and socio-cultural developments in the Chalcolithic of the Iberian Peninsula (= RessourcenKulturen 6). Tübingen Library Publishing, Tübingen 2017, ISBN 978-3-946552-12-3
- mit B. Nessel, D. Neumann: Bronzezeitlicher Transport. Akteure, Mittel und Wege (= RessourcenKulturen 8). Tübingen University Press, Tübingen  2018,  ISBN 978-3-947251-05-6
- mit S. Teuber, A. Scholz, T. Scholten: Waters. Conference proceedings for „Waters as a Resource“. Tübingen University Press, Tübingen 2020, ISBN 978-3-947251-23-0
- mit Leonardo García Sanjuán, Roland Hardenberg: Human-Made Environments. Tübingen University Press, Tübingen 2021, ISBN 978-3-947251-45-2
- mit Roland Gauß, Michael Kunst (Hrsg.): Früher Bergbau und Metallurgie auf der Iberischen Halbinsel (= Iberica Archaeologica 15, 2). Reichert, Wiesbaden 2022, ISBN 978-3-7520-0016-0
- mit F. C. Cortés, R. Hardenberg: Landscapes and Resources in the Bronze Age of Southern Spain. Tübingen University Press, Tübingen 2022, ISBN 978-3-947251-52-0